# Tornedalens ekonomiska region
Tornedalens ekonomiska region (finska: Torniolaakson seutukunta) är en av ekonomiska regionerna i landskapet Lappland i Finland. Folkmängden i regionen uppgick den 1 januari 2013 till 8 375 invånare, regionens totala areal utgjordes av 4 077 kvadratkilometer och därav utgjordes landytan av 3 766,11  kvadratkilometer.  I Finlands NUTS-indelning representerar regionen nivån LAU 1 (f.d. NUTS 4), och dess nationella kod är 193 .  

## Förteckning över kommuner
Tornedalens ekonomiska region  omfattar följande två kommuner: 
- Pello kommun
- Övertorneå kommun

Bägge kommunernas språkliga status är enspråkigt finska. 